# مايكل بنك
مايكل بنك (بالإنجليزية: Michael Punke)‏ هو كاتب، روائي، بروفسور، محلل سياسي ومستشار سياسي، محامي وحالياً نائب الممثل التجاري للولايات المتحدة وسفير الولايات المتحدة لـمنظمة التجارة العالمية في جينيف. وهو معروف لكتابته رواية العائد (2002) والتي تبنت كفلم العائد (2015) للمخرج أليخاندرو غونزاليز إيناريتو ، وسيناريو إيناريتو و مارك سميث ببطولة ليوناردو دي كابريو و توم هاردي.

## روابط خارجية
- مايكل بنك على موقع IMDb (الإنجليزية)
- مايكل بنك على موقع ميوزك برينز (الإنجليزية)